# Église Saint-Jean-Baptiste de Pancy-Courtecon
L'église Saint-Jean-Baptiste est une église située à Pancy-Courtecon, en France.

## Localisation
L'église est située sur la commune de Pancy-Courtecon, dans le département de l'Aisne.

## Historique
Le monument est classé au titre des monuments historiques en 1921.